# Flotta del Fujian
La Flotta del Fujian (福建水師T, 福建水师S, Fújiàn ShuǐshīP o 福州艦隊T, 福州舰队S, Fúzhōu JiànduìP) fondata nel 1678 come Flotta Marina del Fujian una delle quattro flotte cinesi modernizzate della tarda dinastia Qing. La flotta fu quasi annientata il 23 agosto 1884 dalla Squadra dell'Estremo Oriente dell'ammiraglio Amédée Courbet nella battaglia di Fuzhou, primo scontro della guerra franco-cinese (agosto 1884-aprile 1885).

## Composizione

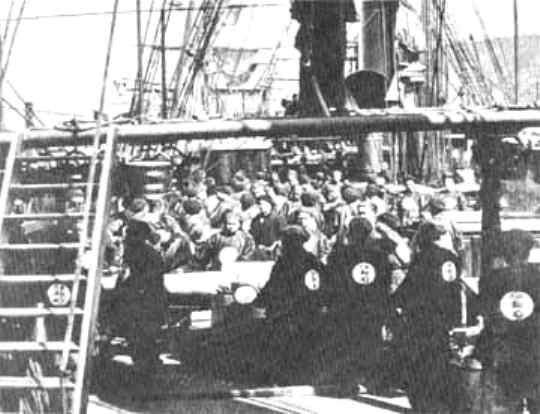
Equipaggio a bordo della corvetta Yangwu, ammiraglia della flotta del Fujian

La Flotta del Fujian, che sarebbe stata il principale obiettivo dell'attacco francese nell'agosto 1884, era notevolmente più debole della Flotta del Pei-yang e della Flotta del Nanyang, anche se leggermente più forte della Flotta del Guangdong. Quasi tutte le sue navi erano obsoleti prodotti del cantiere navale di Foochow. La sua ammiraglia, la corvetta in legno Yangwu, fu costruita nel 1872. Le altre navi di costruzione cinese comprendevano le cannoniere in legno Fuxing e Zhenwei (1870 e 1872), i trasporti in legno Fupo, Feiyun, Ji'an, Yongbao e Chenhang (tutti costruiti nel 1874 o prima) e la nave da trasporto Yixin. La flotta comprendeva anche due navi di costruzione britannica, le cannoniere Rendel Jiansheng e Fusheng, ordinate dal commissario per il commercio meridionale Shen Baozhen in seguito all'invasione giapponese di Taiwan del 1874 e costruite presso il cantiere Laird di Birkenhead nel 1875.
Tabella: Navi della Flotta del Fujian (in ordine di data di costruzione)
| Nome (pinyin) | Nome (Wade Giles) | Nome (cinese) | Descrizione                     | Costruzione             | Specifiche                                                                 |
| ------------- | ----------------- | ------------- | ------------------------------- | ----------------------- | -------------------------------------------------------------------------- |
| Fuxing        | Fu-hsing          | 福星          | cannoniera in legno             | 1870, Fuzhou            | 515 t, 3 cannoni                                                           |
| Zhenwei       | Chen-wei          | 振威          | cannoniera in legno             | 1872, Fuzhou            | 572.5 t, 10 nodi, 6 cannoni                                                |
| Fupo          | Fu-p'o            | 伏波          | scout trasporto                 | 1870, Fuzhou            | 1258 t, 5 cannoni                                                          |
| Feiyun        | Fei-yun           | 飛雲          | scout trasporto                 | 1872, Fuzhou            | 1258 t, 13 nodi, 5 cannoni a retrocarica tedeschi                          |
| Yangwu        | Yang-wu           | 揚武          | corvetta in legno               | 1872, Fuzhou            | 1393 t, 15 nodi, 13 cannoni ad avancarica britannici                       |
| Ji'an         | Chi-an            | 濟安          | scout trasporto                 | 1873, Fuzhou            | 1258 t, 12 nodi, 5 cannoni                                                 |
| Yongbao       | Yung-pao          | 永保          | scout trasporto                 | 1873, Fuzhou            | 1391 t, 3 cannoni                                                          |
| Chenhang      | Ch'en-hang        | 琛航          | scout trasporto                 | 1874, Fuzhou            | 1391 t, 3 cannoni                                                          |
| Jiansheng     | Chien-sheng       | 建勝          | cannoniera Rendel               | 1875, Laird, Birkenhead | 250 t                                                                      |
| Fusheng       | Fu-sheng          | 福勝          | cannoniera Rendel               | 1875, Laird, Birkenhead | 280 t                                                                      |
| Yixin         | I-hsin            | 藝新          | nave da pattugliamento fluviale | 1876, Fuzhou            | non disponibili                                                            |
| Henghai       | Heng-hai          | 橫海          | sloop composito                 | 1885, Fuzhou            | non disponibili                                                            |
| Fujing        | Fu-ching          | 福靖          | torpediniera in acciaio         | 1893, Fuzhou            | 2200 t, 17 nodi, 2 cannoni Armstrong da 8 pollici, 8 cannoni a tiro rapido |

## La Battaglia di Fouzhu

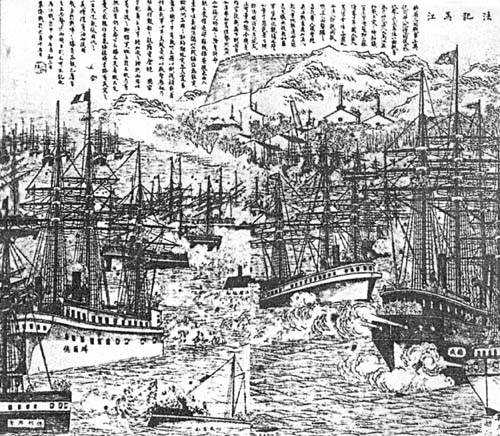
Litografia cinese della battaglia di Fuzhou

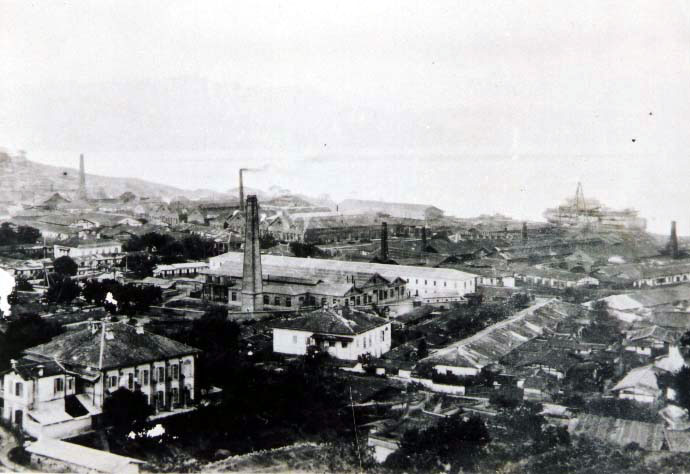
L'arsenale di Fouzhu, dove fu costruita la maggior parte delle navi della flotta del Fujian.

Nove delle undici navi della Flotta del Fujian furono distrutte in meno di un'ora durante la battaglia di Fuzhou (23 agosto 1884). La nave ammiraglia cinese Yangwu fu attaccata con successo con una torpedine a pertica e fatta arenare. Anche la nave da spedizione Fuxing fu attaccata, con minor successo, con siluri a pertica e fu infine arrembata. Già incendiata dai bombardamenti francesi, la nave fu abbandonata dall'equipaggio francese e affondò nel mezzo del fiume Min. La Zhenwei fu fatta saltare in aria da un'unica granata della corazzata Triomphante, che si era unita alla squadra francese pochi minuti prima dell'inizio della battaglia. Il Chenhang, il Yongbao, il Feiyun, il Ji'an, il Fusheng e il Jiansheng furono affondati o incendiati dai colpi degli incrociatori Duguay-Trouin, Villars e d'Estaing. Solo il Fupo e il Yixin sopravvissero alla battaglia senza gravi danni, fuggendo lungo il fiume prima che le navi francesi avessero la possibilità di impegnarle.

## Acquisizioni dopo il 1885
La Flotta del Fujian non si riprese mai dalla perdita della maggior parte delle sue navi subita durante la guerra franco-cinese. Nel decennio successivo acquistò alcune nuove navi, ma non tornò mai ad essere grande come nel 1884. Lo sloop composito Henghai (橫海) fu completato nel cantiere navale di Fuzhou alla fine del 1885 ed entrò in servizio con la Flotta del Fujian. Lo sloop, che era ancorato nel cantiere navale di Fuzhou nell'agosto 1884, era stato colpito dai colpi frances nella battaglia di Fuzhou, ma i cinesi riuscirono a riparare rapidamente i danni. La Henghai servì con la Flotta del Fujian per meno di un anno. Si incagliò al largo delle isole Pescadores il 30 marzo 1886 in una fitta nebbia e si spezzò diversi giorni dopo durante una burrasca, dopo che gli sforzi delle navi da guerra Fupo (伏波) e Wannianqing (萬年清) per rimetterla a galla erano falliti.
Nel 1893 la torpediniera in acciaio da 2200 tonnellate Fujing (福靖) fu completata nel cantiere navale di Fuzhou e si unì alla flotta del Fujian. Fu inviata a nord durante la guerra sino-giapponese per unirsi alla Flotta Beiyang, ma tornò nel Fujian nel 1896 senza aver visto l'azione. Affondò in una tempesta vicino a Port Arthur nel 1898.

## Navi della Flotta del Fujian

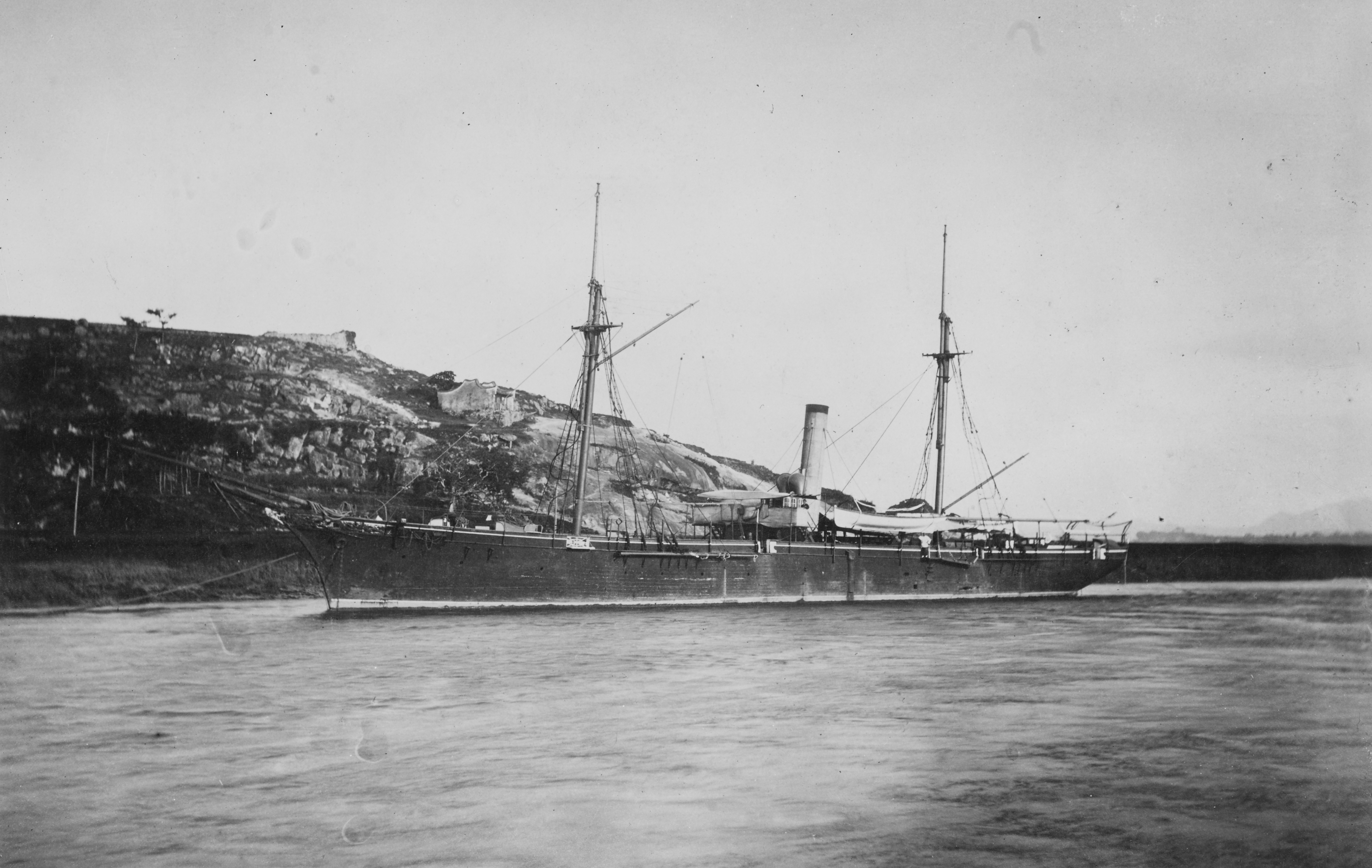
Fupo (伏波)
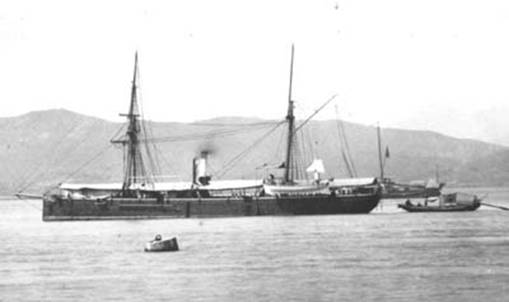
Fuxing (福星)
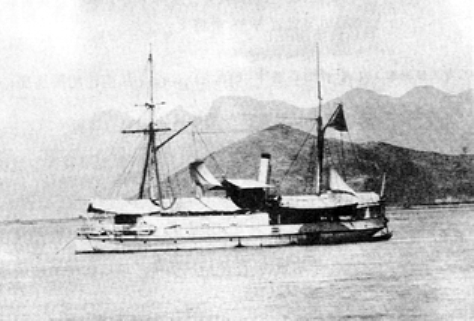
Jiansheng (建勝)
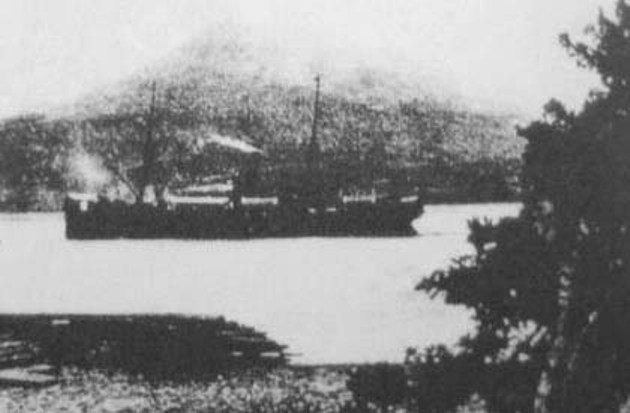
Yixin (藝新)